# Liste der Geotope in Leipzig
Diese Liste enthält die Geotope in der Stadt Leipzig.
| Name                                               | Bild           | Geotop ID | Gemeinde / Lage                                                                                            | Beschreibung | Schutzstatus |
| -------------------------------------------------- | -------------- | --------- | --- | --- | ------------ |
| Findling in der Mascovstraße                       | weitere Bilder | 362       | Leipzig, Anger Crottendorf Mascovstraße                                                                    | Leipziger Land, Nordwestsächsische Scholle Aufschluss, Findling (Gneis) | ND 207       |
| Bienitz von Burghausen (Bienitzwesthang)           |                | 357       | Leipzig, Burghausen-Rückmarsdorf Endmoränenhügel südwestlich vom Ort                                       | Leipziger Land, Nordwestsächsische Scholle Relief / Landschaft, Endmoränenhügel | FND          |
| Findling am Bienitz in Burghausen                  | weitere Bilder | 353       | Leipzig, Burghausen-Rückmarsdorf Am Bienitz, südlich der Rodelbahn                                         | Leipziger Land, Nordwestsächsische Scholle Aufschluss, Findling | ND           |
| Findling "Riesenstein" in der Probstheidaer Straße |                | 363       | Leipzig, Connewitz In Leipzig-Connewitz bzw. Leipzig-Lößnig, Probstheidaer Straße, Ecke Connewitzer Straße | Leipziger Land, Nordwestsächsische Scholle Aufschluss, Findling Pleistozäne Geschiebe (Findlinge) aus der Saal-Eiszeit; der Granitfindling in der Probstheidaer Straße zählt landschaftsmäßig zur Liebertwolkwitzer Grundmoränenplatte; er wird als "Riesenstein" bezeichnet (> 3 Kubikmeter)                                   | ND           |
| Findling Bezirkskrankenhaus                        |                | 819       | Leipzig, Dölitz-Dösen Am Bezirkskrankenhaus                                                                | Leipziger Land, Nordwestsächsische Scholle Aufschluss, Findling |              |
| Findling am Arnoldplatz in Sommerfeld              | weitere Bilder | 354       | Leipzig, Engelsdorf Arnoldplatz                                                                            | Leipziger Land, Nordwestsächsische Scholle Aufschluss, Findling (Granit) | ND 208       |
| Steinbruch am Lausener Weg                         |                | 359       | Leipzig, Holzhausen Am Lausener Weg in Leipzig-Kleinzschocher, südlich der Eisenbahnlinie nach Pörsten     | Leipziger Land, Nordwestsächsische Scholle Aufschluss, aufgelassener Steinbruch 50 x 20 m großer, 5 m tiefer Steinbruch; noch einziger Aufschluß in der oberprot. Leipziger Serie; 20 m mächtige, graue, dichte bis feinkörnige, hornfelsartige Feldspat-Grauwacken; thermometamorph überprägt (vermutlich Varisz. Tektogenese) | FND          |
| Findling Prager Straße                             |                | 805       | Leipzig Prager Straße, Ecke Dauthestraße                                                                   | Leipziger Land, Nordwestsächsische Scholle Aufschluss, Findling |              |
| Granitfindlinge Portitz (Hügelweg)                 | weitere Bilder | 825       | Leipzig Hügelweg                                                                                           | Leipziger Land, Nordwestsächsische Scholle Aufschluss, Findlinge | unbekannt    |
| Findling in der Fritz-Siemon-Straße 1–3            | weitere Bilder | 365       | Leipzig Fritz-Siemon-Straße 1–3                                                                            | Leipziger Land, Nordwestsächsische Scholle Aufschluss, Findling Pleistozäne Geschiebe (Findlinge) aus der Saal-Eiszeit; er zählt landschaftsmäßig zur Liebertwolkwitzer Grundmoränenplatte | ND           |
| Findling in der Bautzener Straße                   | weitere Bilder | 364       | Leipzig Bautzener Straße 67                                                                                | Leipziger Land, Nordwestsächsische Scholle Aufschluss, Findling Pleistozäne Geschiebe (Findlinge) aus der Saal-Eiszeit; dieser Granit zeichnet sich durch herausgewitterte Aplitgänge aus; er zählt landschaftsmäßig zur Liebertwolkwitzer Grundmoränenplatte                                                                   | ND           |
| Findling Kohlweg                                   |                | 811       | Leipzig Kohlweg, Ecke Schulzeweg                                                                           | Leipziger Land, Nordwestsächsische Scholle Aufschluss, Findling |              |
| Findling südlich Shukowstraße                      |                | 810       | Leipzig Südlich Shukowstraße                                                                               | Leipziger Land, Nordwestsächsische Scholle Aufschluss, Findling |              |
| Findling Losinskiweg                               |                | 809       | Leipzig Losinskiweg                                                                                        | Leipziger Land, Nordwestsächsische Scholle Aufschluss, Findling |              |
| Knollenstein am Goerdelerring                      | weitere Bilder | 360       | Leipzig Goerdelerring                                                                                      | Leipziger Land, Nordwestsächsische Scholle Aufschluss, Knollenstein | ND           |
| Findling an der Straße des 18. Oktober             |                | 361       | Leipzig Straße des 18. Oktober                                                                             | Leipziger Land, Nordwestsächsische Scholle Aufschluss, Findling | ND           |
| Findling in der SW-Ecke des Birkenholzes           | weitere Bilder | 355       | Leipzig, Lindenthal Südwestecke des Birkenholzes                                                           | Leipziger Land, Nordwestsächsische Scholle Aufschluss, Findling (Granit) | ND 209       |
| Findling Paunsdorfer Straße                        | weitere Bilder | 812       | Leipzig, Mölkau Paunsdorfer Straße                                                                         | Leipziger Land, Nordwestsächsische Scholle Aufschluss, Findling |              |
| Findlinge Schulstraße                              | weitere Bilder | 813       | Leipzig, Mölkau Schulstraße, nördlich Schulzentrum                                                         | Leipziger Land, Nordwestsächsische Scholle Aufschluss, Findlinge: insgesamt 16 Steine in 4 Gruppen postiert |              |
| Findling am Brunnenweg                             | weitere Bilder | 367       | Leipzig, Plaußig-Portitz Brunnenweg                                                                        | Leipziger Land, Nordwestsächsische Scholle Aufschluss, Findling | ND           |
| Findling in der Tauchaer Straße am Langen Teich    |                | 366       | Leipzig, Plaußig-Portitz Tauchaer Straße / Am Langen Teich                                                 | Leipziger Land, Nordwestsächsische Scholle Aufschluss, Findling | ND           |
| Findling am Narpoleonstein                         | weitere Bilder | 807       | Leipzig, Probstheida Grünanlage am Narpoleonstein                                                          | Leipziger Land, Nordwestsächsische Scholle Aufschluss, Findling |              |
| Findling Sportplatz Prager Straße                  |                | 808       | Leipzig, Probstheida Sportplatz Prager Straße                                                              | Leipziger Land, Nordwestsächsische Scholle Aufschluss, Findling |              |
| Findlingsgruppe westlich der Neuen Messe           | weitere Bilder | 798       | Leipzig, Seehausen Westlich der Neuen Messe Leipzig                                                        | Leipziger Land, Nordwestsächsische Scholle Aufschluss, Findling mind. 20–25 Findlinge kleiner bis mittlerer Größe (Granite, Gneise und Quarzite) in Gruppen liegend am Hang und am Feuchtbiotop, direkt südlich an der Merkurpromenade                                                                                          |              |
| Gletschersteinpyramide                             |                | 803       | Leipzig, Stötteritz Gustav-Schwabe-Platz                                                                   | Leipziger Land, Nordwestsächsische Scholle Geohist. Objekt, Findlinge Die Gletschersteinpyramide ist ein 1903 zum Gedenken an die Eiszeit errichtetes Denkmal, in dessen vier Seiten ca. 700 Glazialgeschiebe nordischen Ursprungs vermauert sind                                                                               |              |
| Findling Gregoryplatz                              |                | 804       | Leipzig, Stötteritz Grünanlage Gregoryplatz                                                                | Leipziger Land, Nordwestsächsische Scholle Aufschluss, Findling |              |
| Findling Kölpinghaus                               |                | 797       | Leipzig, Wiederitzsch Nördlich Seehausener Straße, Kölpinghaus                                             | Leipziger Land, Nordwestsächsische Scholle Aufschluss, Findling |              |
| Findlingsgruppe im Bergziegengehege                |                | 800       | Leipzig, Zentrum Bergziegengehege des Zoos                                                                 | Leipziger Land, Nordwestsächsische Scholle Aufschluss, Findling |              |